# Shorea dasyphylla
Shorea dasyphylla là một endangered loài thực vật thuộc họ Dipterocarpaceae. Loài này có ở Indonesia và Malaysia.